# Urvaste kirik
Urvaste Püha Urbanuse kirik är en luthersk kyrka i Urvaste. Den är den enda basilikan i Estlands landsbygd. Kyrkan förstördes nästan totalt i livländska kriget 1558, men hade byggts åter senast 1620. I kyrkan finns en minnestavla till Johann Gustlaff.